# الهانم بالنيابة عن مين (فلم)
الهانم بالنيابة عن مين  فيلم دراما مصري للمخرج أحمد خضر عام 1988 عن قصة وسيناريو وحوار المؤلف أحمد المحمدي. الفيلم من بطولة برلنتي عبد الحميد بعد غيابها أكثر من 10 سنوات منذ فيلمها «العش الهادئ» الذي عادت به بعد اعتزال دام 12 سنة، شارك في البطولة فاروق الفيشاوي، إلهام شاهين، وعبد المنعم إبراهيم  وتدور الأحداث حول المهندس الشاب الرياضي عاطف ومحاولات السيدة دولت هانم، التي تسعى لدخول البرلمان، واستغلال محبة الناس لبطلهم «عاطف» للحصول على الشعبية وأيضا المكاسب الغير مشروعة.
صدر الفيلم إلى دور العرض المصرية في 30 مايو 1988.
منح موقع قاعدة بيانات الأفلام العربية «السينما.كوم» الفيلم درجة 5/ 10.

## طاقم التمثيل
فاروق الفيشاوي: في دور عاطف محمد هلال (مهندس ومدرب كرة القدم)
إلهام شاهين: في دور فريدة علوي الفرماوي (زميلة عاطف وحبيبته)
برلنتي عبد الحميد: في دور دولت البدري هانم (والدة فريدة)
عبد المنعم إبراهيم: في دور علوي الفرماوي (زوج دولت هانم ووالد فريدة)
نادية رفيق: في دور أم عاطف
نبيلة حسن: في دور فاطمة (شقيقة عاطف)
أحمد فؤاد سليم: في دور مرسي حمدان
عزيزة راشد: في دور كريمة (خادمة بيت دولت هانم وزوجة مرسي)
عبد المحسن سليم: في دور الأسطى نعيم
سمير رستم: في دور حسن (ضابط الشرطة)
أحمد أبو عبية: في دور عم حسن (بائع وجار عاطف)
عبد المنعم النمر: في دور عقيد الشرطة
رشاد فرج: في دور مساعد دولت هانم 

## أحداث الفيلم
يعمل المهندس الشاب عاطف (فاروق الفيشاوي) مدرب كرة قدم في أحد النوادى، وهو محبوب من كل أهل الحارة لأنه شهم يقف إلى جانبهم ويدافع عنهم دائما. يقيم عاطف مع والدته (نادية رفيق) وشقيقته فاطمة (نبيلة حسن).
يأتى فجأة إلى الحى رجال يعملون تحت أمرة دولت هانم البدري (برلنتي عبد الحميد) لعمل الدعاية الانتخابية لها، وتدور معركة بينهم وبين عاطف لأنهم أساءوا التصرف. تحضر دولت هانم لبحث المشكلة فتكتشف الشعبية الهائلة لعاطف، وهنا تقرر أن تستثمر هذه الشعبية لصالحها. تحاول دولت هانم إقناع عاطف ليتولى هو إقناع أهل الحي بانتخابها. تكتشف دولت أن ابنتها فريدة (إلهام شاهين) تعرف عاطف منذ سنوات الدراسة حيث كان زميلها في الجامعة، وتكتشف أيضا أنهما يرتبطان بعلاقة حب قوية، وتستغل الأم هذا التطور لصالحها أيضا، فتقرب عاطف اليها في محاولة إقناعه أنها توافق على زواجه من ابنتها، بالرغم من الفارق الطبقي الكبير بينه وبين ابنتها، وحتى تمنحه الفرصة لكي يقترب من مستوى عائلة فريدة، تقترح عليه أن يدخل في صفقة باسمه، حيث تعطيه هي المال لينمو مركزه المالي بسرعة ويستطيع أن يتزوج ابنتها. تتم الصفقة ولكن عاطف يكتشف انها خدعة كبيرة بل عملية نصب، تحاول دولت أن تورطه فيها، وهكذا ينفض يده منها ويرفض كل الاغراءات التي تعرضها عليه لكي يستمر في هذا الطريق. تحاول دولت تشويه صورته أمام ابنتها، لكنها لا تفلح، وتكون النتيجة أن الابنة تقرر الزواج من عاطف، ويتم الزواج ويبدأ عاطف منافسة دولت والترشح ضدها في الإنتخابات. يقيم علوي الفرماوي (عبد المنعم إبراهيم) زوج دولت علاقة مع كريمة (عزيزة راشد) الخادمة وزوجة العامل مرسي حمدان (أحمد فؤاد سليم) الذي يكتشف العلاقة وهاجم زوجته وهي في فراش علوي ويقتله، وتظهر دولت، التي كانت خارج البيت، وتلتقط مسدسها من حقيبة يدها وتجبر مرسي على إلقاء سكينه وهو في حالة فزع، وتطلب منه أن يلوذ بالفرار هو وزوجته. تفكر دولت طويلاً في ضياع كل شيء إذا عرف الجميع ما حدث ثم تتصل بالشرطة، وفي النيابة تروي قصتها الملفقة عن هجوم عاطف عليها أثناء معاشرتها لزوجها ويطعن علوي وتطلق عليه الرصاص ولكنه يسارع بالفرار. يقبض على عاطف وتطلب فريدة منه الطلاق ويطلقها، بينما يقوم مرسي بقتل زوجته كريمة ويعترف للشرطة بالقتل وأيضا بقتل علوي من قبل. ويقبض على العامل مرسي، وتستمر دولت هانم في حملتها الانتخابية.

## استقبال الفيلم
كتبت صحيفة الإتحاد الإماراتية في 28 ديسمبر 2017 متحدثةً عن فيلم «الهانم بالنيابة عن مين»: «برلنتي عبد الحميد التي عادت من خلاله إلى التمثيل بعد غياب ست سنوات»، ويواصل الكاتب متحدثاً عن المخرج أحمد خضر الذي قال: «أن الفيلم فشل عند عرضه في دور السينما، رغم نجاحه في التلفزيون فيما بعد، ولكنه لم يتبرأ منه، خصوصاً أنه فيلم جريء وواقعي، وهاجمه بعض من لم يشاهدوه، ولكن بعض النقاد دافعوا عنه وأكدوا أنه لم يخضع لقانون الشباك السائد في ذلك الوقت، وصنع فيلماً ليس كوميدياً ولا على هوى المعلنين الذين سيطروا على السينما وقتها.»

## أبطال الفيلم
قام الثنائي فاروق الفيشاوي وإلهام شاهين بتقديم 15 عملاً  ما بين أفلام ومسلسلات كان آخرها فيلم «يوم للستات» للمخرجة كاملة أبو ذكرى الذي عرض في عام 2016. وجهت الهام شاهين كلمات ود وتقدير لفاروق الفيشاوى (1952 – 2019) على هامش مهرجان الاسكندرية السينمائى بعد إعلان إصابته بالسرطان وقالت: «فاروق يعنى صداقة العمر وأجمل الذكريات وأحلى الأفلام.» وكتبت صحيفة اليوم السابع وكذلك موقع عين المشاهير في 7 أكتوبر 2018: «اصطحبت الهام شاهين الفيشاوى في رحلة بحرية والتقطت معه العديد من الصور خلالها بحضور الفنان الكبير كمال أبو رية»، ونشرت الصحيفة العديد من الصور للثنائي على ظهر يخت في حالة من الود والسعادة.

## وصلات خارجية
- مقالات تستعمل روابط فنية بلا صلة مع ويكي بيانات
- الهانم بالنيابة عن مين على موقع الدهليز
- الهانم بالنيابة عن مين على موقع كاروهات